# Superintelligence (film)
Pour plus de détails, voir Fiche technique et Distribution.
Superintelligence est une comédie romantique américaine réalisée par Ben Falcone, sortie en 2020.

## Synopsis
Ancienne dirigeante d'une entreprise au chômage, Carol n'est pas satisfaite du marché du travail actuel et décide donc de vivre au jour le jour chez elle. Son quotidien est bouleversé quand son micro-ondes, sa télévision et son téléphone commencent à lui parler comme s'ils étaient vivants. En d'autres mots, tout son système de réseau domestique est capable de communiquer avec elle. D'abord persuadée qu'elle est victime d'une mauvaise blague, elle comprend rapidement qu'une intelligence artificielle, qui utilise la voix de sa célébrité préférée James Corden pour la séduire, semble vouloir la tester et l'étudier pour mieux connaître les hommes. En premier lieu, grâce à Corden, Carol parvient à reconquérir le cœur de son ex, George, tandis que ses dettes d'étudiantes sont effacées et son compte bancaire dépasse désormais 10 millions de dollars. Mais, en vérité, derrière ses cadeaux censés l'amadouer pour la convaincre de lui faire confiance, la super intelligence ambitionne d'annihiler l'espèce humaine et Carol est la seule à pouvoir l'empêcher de concrétiser ses desseins sinistres...

## Fiche technique
- Titre original et français : Superintelligence
- Réalisation : Ben Falcone
- Scénario : Steve Mallory
- Photographie : Barry Peterson
- Musique : Fil Eisler
- Montage : Tia Nolan
- Production : Ben Falcone, Melissa McCarthy et Rob Cowan
- Sociétés de production : New Line Cinema, Warner Bros, Bron Studios et On the Day Productions
- Sociétés de distribution : Warner Bros
- Pays d'origine :  États-Unis
- Langue originale : anglais
- Format : couleur
- Genre : Comédie romantique
- Dates de sortie :
  - États-Unis : 26 novembre 2020 (au cinéma et sur HBO Max)
  - France : 13 août 2021 (VOD)

## Distribution
- Melissa McCarthy (VF : Véronique Alycia) : Carol Vivian Peters
- James Corden (VF : Christophe Lemoine) : la voix masculine de la "Super Intelligence"/lui-même
- Bobby Cannavale (VF : Constantin Pappas) : George Churchill
- Brian Tyree Henry (VF : Daniel Lobé) : Dennis Caruso
- Jean Smart (VF : Ivana Coppola) : présidente Monahan
- Sam Richardson (VF : Mohamed Sanou) : Agent de la NASA John Donahue
- Ben Falcone (VF : Thierry Kazazian) : Agent de la NASA  Charles Kuiper
- Michael Beach (VF : Frantz Confiac) : général Saul Gomez
- Rachel Ticotin (VF : Géraldine Asselin) : directrice Tyson
- Jessica St. Clair (VF : Christèle Billault) : Leslie
- Karan Soni (VF : Sébastien Desjours) : Ahmed
- Sarah Baker (VF : Julia Boutteville) : Emily
- Jay Lay (VF : Laurent Morteau) : Jay
- Usman Ally (VF : Franck Sportis) : Sergei
- Jenna Perusich (VF : Antonella Colapietro) : Helga
- Eduardo Franco (VF : Benjamin Gasquet) : Todd
- Jessie Ennis : la piétonne
- Ken Griffey Jr. : lui-même
- Octavia Spencer : la voix féminine de la "Super Intelligence"/elle-même
- William Daniels : la voix de KITT
- Patrick Bristow : superintelligence numérique (voix VO)